# Live at Stockholm Concert Hall
Live at Stockholm Concert Hall è il secondo album live della cantautrice norvegese Ane Brun, pubblicato nel 2009.

## Tracce
Disco 1 (CD)
Testi e musiche di Ane Brun, eccetto se diversamente indicato.
1. The Puzzle – 3:07
2. Humming One of Your Songs – 5:08
3. To Let Myself Go – 3:55
4. My Star – 3:06
5. The Treehouse Song – 3:17
6. Lullaby For Grown-Ups – 3:41
7. Linger With Pleasure – 2:47
8. Lift Me (feat. Sivert Höyem) – 4:35 (Frode Jacobsen, Madrugada)
9. Sleeping By the Fyris River – 4:41
10. Balloon Ranger – 5:48
11. Ten Seconds – 3:43
12. The Fall – 3:40
13. Big In Japan – 3:11 (Marian Gold)
14. My Lover Will Go – 5:13
15. Song No 6 – 5:08
16. True Colors – 2:57
17. My Baby's Arms [Studio Version] – 2:44

Disco 2 (DVD)
Testi e musiche di Ane Brun, eccetto se diversamente indicato.
1. Intro: Are They Saying Goodbye – 2:08
2. Raise My Head – 3:40
3. The Puzzle – 3:30
4. Hunning One Of Your Songs – 5:00
5. To Let Myself Go – 3:53
6. This Voice – 3:51
7. My Star – 3:06
8. The Treehouse Song – 3:44
9. Lullaby For Grown-Ups – 4:11
10. Changing For The Seasons – 5:36
11. Linger With Pleasure – 3:30
12. Lift Me (feat. Sivert Höyem) – 5:05 (Frode Jacobsen, Madrugada)
13. Sleeping By The Fyris River – 4:46
14. Balloon Ranger – 6:31
15. Ten Seconds – 3:51
16. Armour – 4:11
17. Petrified Forest Road – 3:09
18. Falling Down – 3:21 (Thomas Hansen)
19. The Fall – 4:22
20. Rubber And Soul – 3:28
21. Don't Leave – 8:07
22. Big In Japan – 3:54
23. My Lover Will Go – 5:27
24. Song No. 6 – 3:36
25. True Colors – 5:30